# Helius dicroneurus
Helius dicroneurus là một loài ruồi trong họ Limoniidae. Chúng phân bố ở miền Australasia.